# Sacaca
Sacaca ist eine Ortschaft im Departamento Potosí im südamerikanischen Anden-Staat Bolivien.

## Lage im Nahraum
Sacaca ist der zentrale Ort des Municipios Sacaca in der Provinz Alonso de Ibáñez. Die Ortschaft liegt auf einer Höhe von 3675 m auf der Hochfläche Chaquina Pampa am Nordostrand der Cordillera Azanaques. Die Ortschaft Sacaca ist in einer von Bächen eingerahmten Mulde angelegt, die zum Rio Lajuri hin entwässert, der wiederum zum Flusssystem des Río Arque gehört, einem der Quellflüsse des bolivianischen Río Grande.

## Geographie
Sacaca liegt östlich des bolivianischen Altiplano im nördlichen Teil der Cordillera Central. Das Klima der Region ist ein typisches Tageszeitenklima, bei dem die mittleren täglichen Temperaturschwankungen stärker ausfallen als die jahreszeitlichen Schwankungen.
Der Jahresniederschlag beträgt etwa 550 mm (siehe Klimadiagramm Sacaca), bei einer deutlichen Trockenzeit von April bis Oktober mit weniger als 20 mm Monatsniederschlag, und einer kurzen Feuchtezeit im Januar und Februar mit Niederschlägen deutlich über 100 mm. Die mittlere Durchschnittstemperatur der Region liegt bei 9,5 °C und schwankt nur unwesentlich zwischen 5 °C im Juni/Juli und 12 °C im November/Dezember.

## Verkehrsnetz
Sacaca liegt in einer Entfernung von 230 Straßenkilometern südöstlich von Oruro, der Hauptstadt des benachbarten Departamento Oruro.
Von Oruro führt die asphaltierte Nationalstraße Ruta 1 in südlicher Richtung 22 Kilometer über Vinto nach Machacamarquita, acht Kilometer nördlich von Machacamarca gelegen. In Machacamarquita zweigt die Ruta 6 in südöstlicher Richtung ab und erreicht über Huanuni und über Passhöhen von mehr als 4500 m nach 79 Kilometern die Stadt Llallagua. Von dort führt die Ruta 6 weitere sieben Kilometer in die Provinzhauptstadt Uncía. Hier zweigt eine unbefestigte Landstraße nach Osten ab, die in nordöstlicher Richtung über Chayanta und Irupata nach Colloma und weiter nach Acasio führt. Hinter Colloma zweigt nach 26 Kilometern eine Landstraße nach Norden ab, die vorbei an der Ortschaft Vila Vila nach weiteren 39 Kilometern Sacaca erreicht.
Die Landstraße führt dann weiter in nordwestlicher Richtung nach Bolívar im Departamento Cochabamba, von dort aus gibt es Straßenverbindungen sowohl nach Westen nach Oruro als auch nach Nordosten in das Tal von Cochabamba.

## Bevölkerung
Die Einwohnerzahl der Ortschaft ist in den vergangenen beiden Jahrzehnten um etwa die Hälfte angestiegen:
| Jahr | Einwohner | Quelle       |
| ---- | --------- | ------------ |
| 1992 | 1357      | Volkszählung |
| 2001 | 1619      | Volkszählung |
| 2012 | 2292      | Volkszählung |
| 2024 |           | Volkszählung |

Die Region weist einen hohen Anteil an Quechua-Bevölkerung auf, im Municipio Sacaca sprechen 84,5 Prozent der Bevölkerung Quechua.